# Parinari

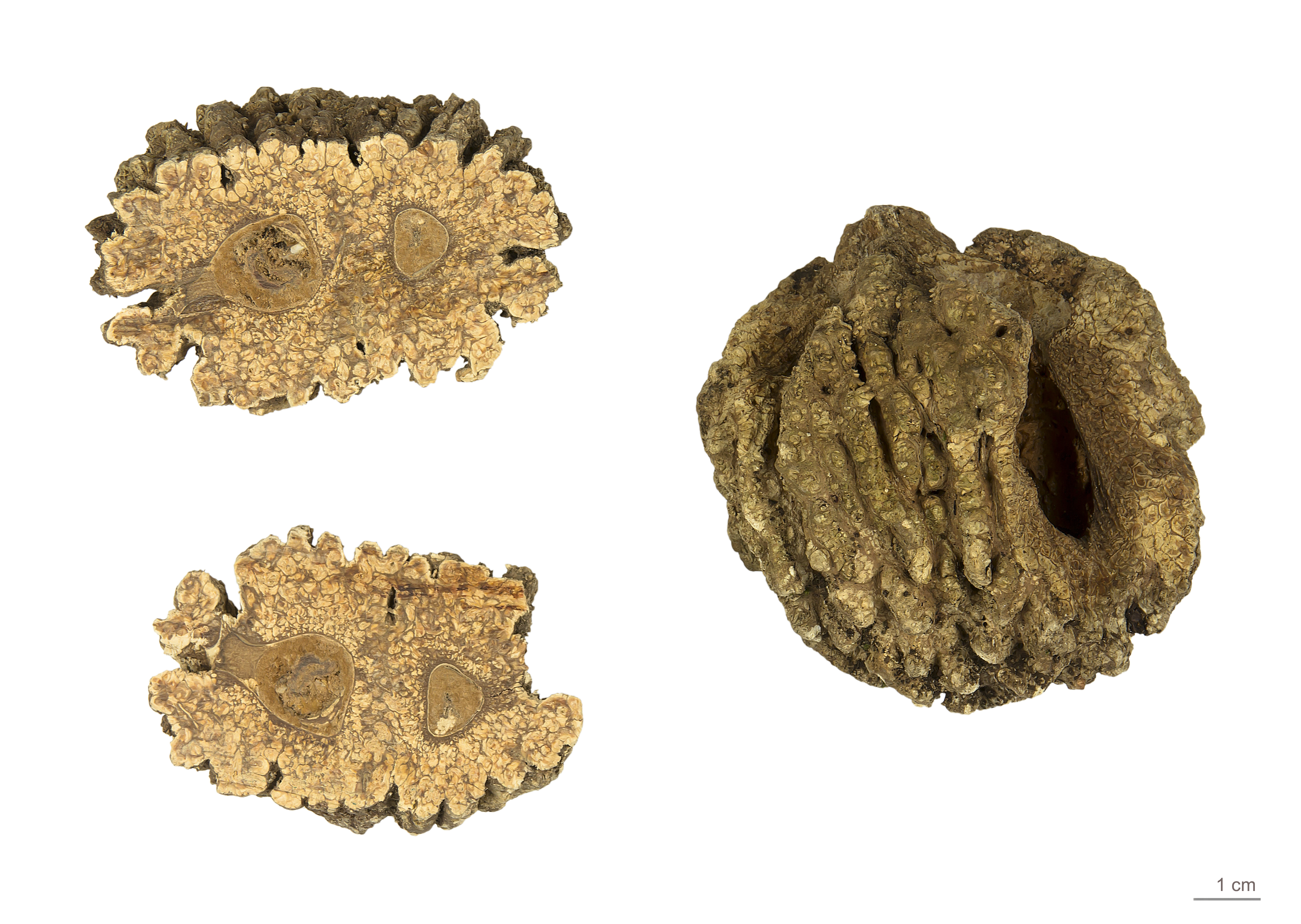
Parinari montana

Parinari är ett släkte av tvåhjärtbladiga växter. Parinari ingår i familjen Chrysobalanaceae.

## Bildgalleri

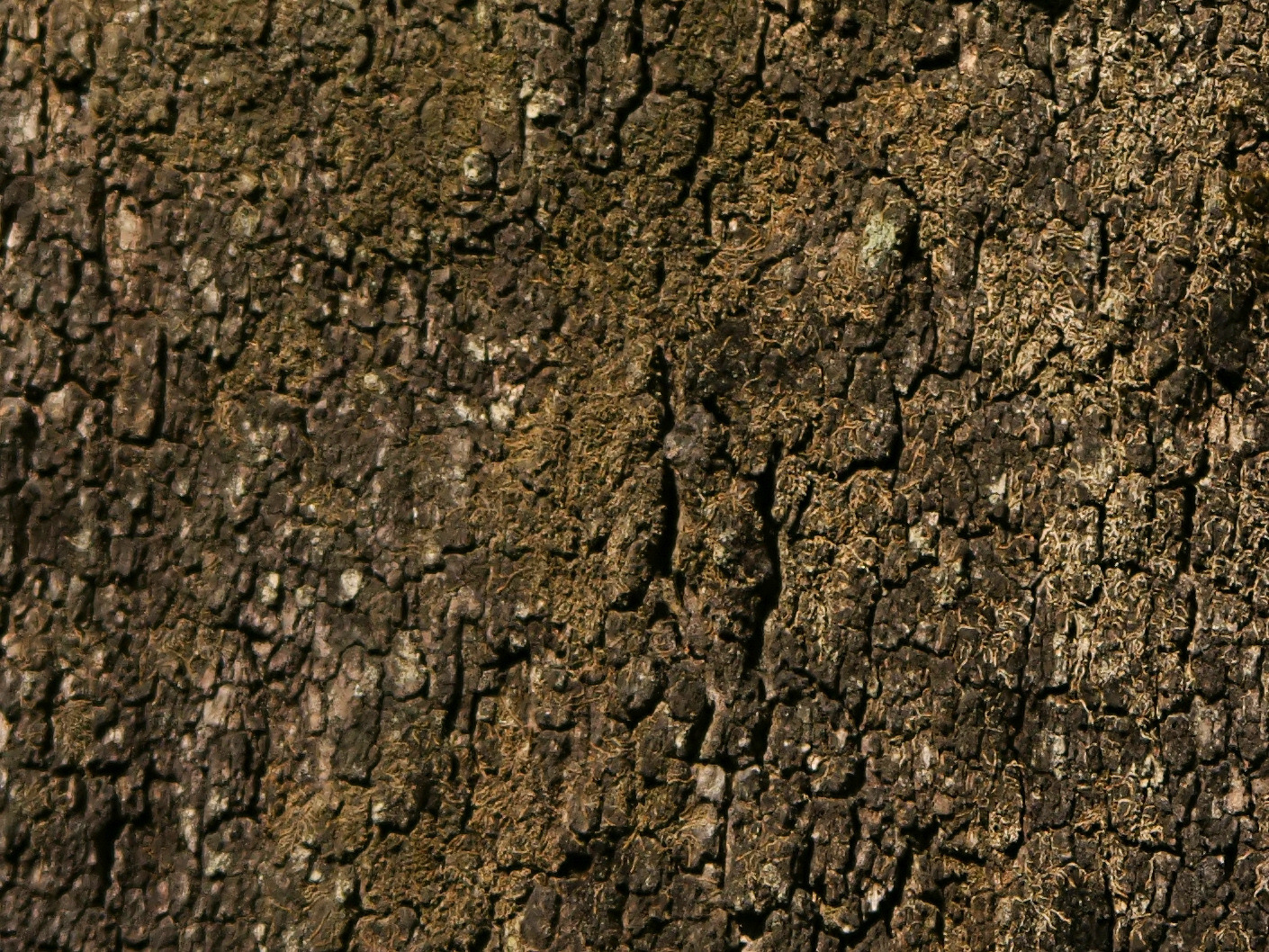
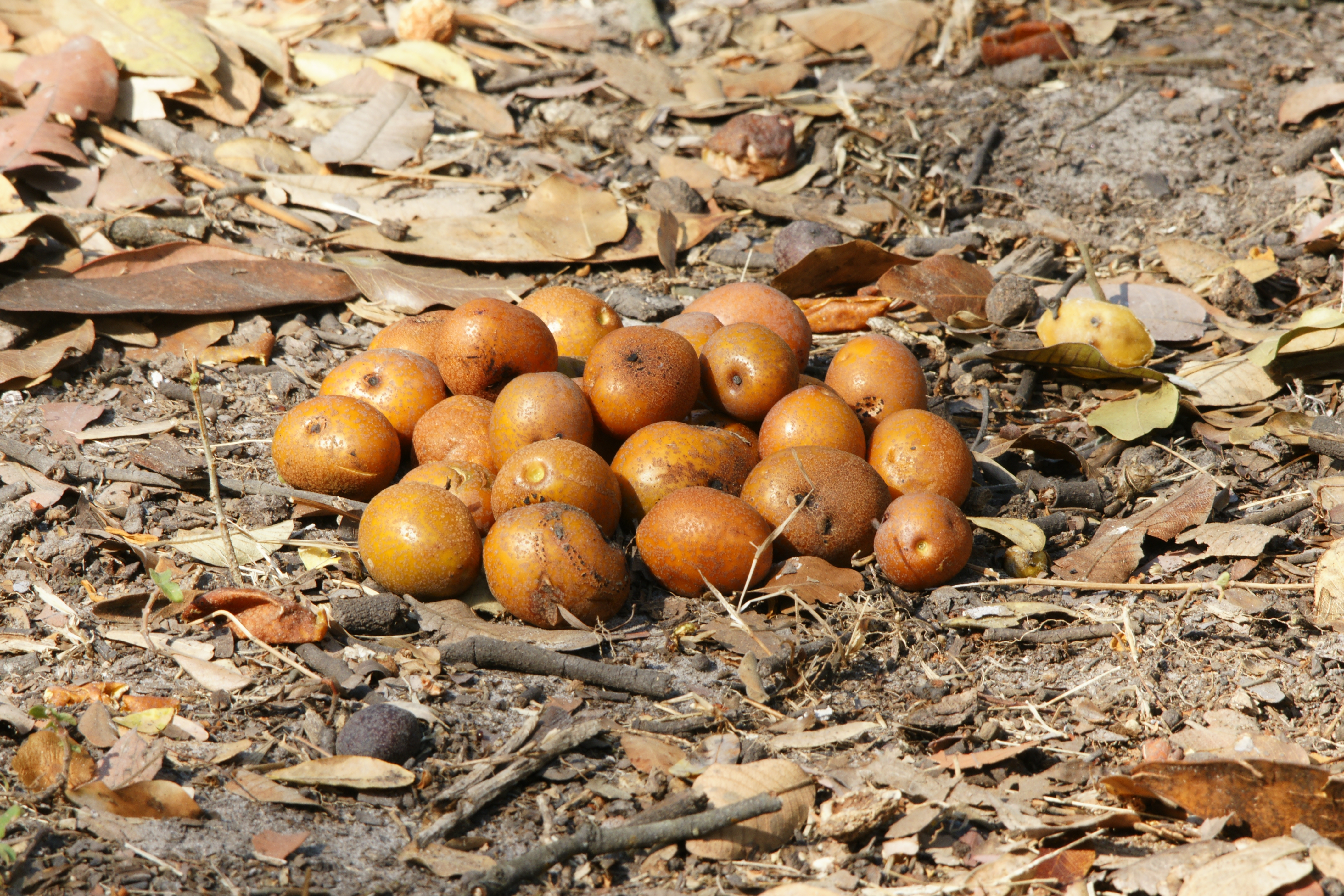
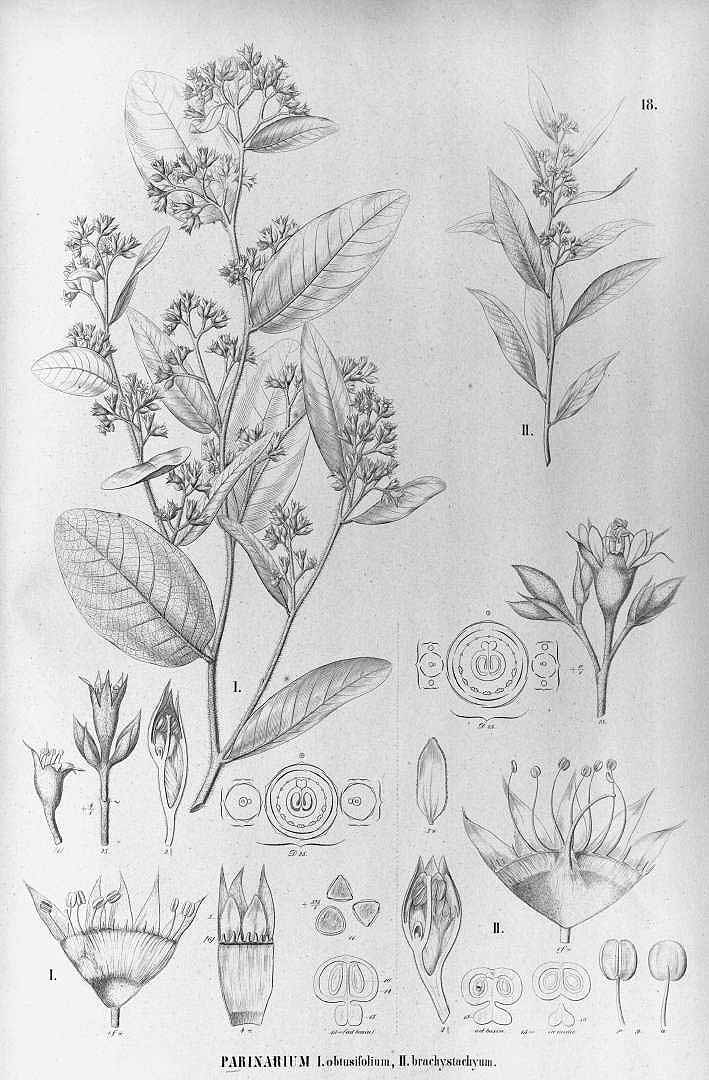
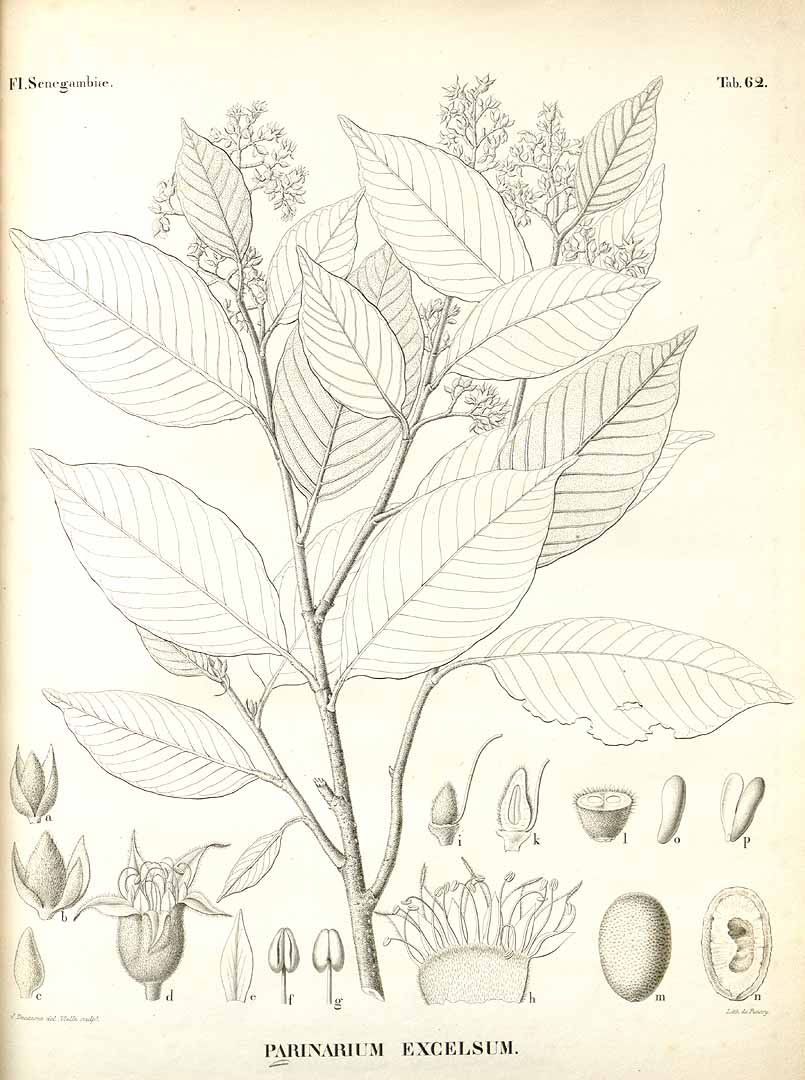

## Dottertaxa tillParinari, i alfabetisk ordning[1]
- Parinari alvimii
- Parinari anamensis
- Parinari argenteosericea
- Parinari brasiliensis
- Parinari campestris
- Parinari canarioides
- Parinari capensis
- Parinari cardiophylla
- Parinari chocoensis
- Parinari congensis
- Parinari congolana
- Parinari costata
- Parinari curatellifolia
- Parinari elmeri
- Parinari excelsa
- Parinari gigantea
- Parinari gracilis
- Parinari hypochrysea
- Parinari insularum
- Parinari klugii
- Parinari leontopitheci
- Parinari littoralis
- Parinari maguirei
- Parinari metallica
- Parinari montana
- Parinari nonda
- Parinari oblongifolia
- Parinari obtusifolia
- Parinari occidentalis
- Parinari pachyphylla
- Parinari papuana
- Parinari parilis
- Parinari parva
- Parinari parvifolia
- Parinari prancei
- Parinari rigida
- Parinari rodolphii
- Parinari romeroi
- Parinari sprucei
- Parinari sumatrana